# Richard Gompertz
Richard Gompertz   (Colònia, 27 d'abril de 1859 - Colònia, 25 de juliol de 1921) fou un compositor i violinista alemany.
Fou deixeble de Joseph Joachim, i després de realitzar brillants gires artístiques s'establí a Londres el 1883, on fundà el famós Quartet d'instruments d'arc que portava el seu nom.
Va compondre interessants obres del gènere de cambra, melodies, estudis per a violí, etc.